# Sankt Leonhard bei Freistadt
Sankt Leonhard bei Freistadt est une commune autrichienne du district de Freistadt en Haute-Autriche.